# Dębnica Kaszubska (plaats)
Dębnica Kaszubska (Duits: Rathsdamnitz) is een dorp in het Poolse woiwodschap Pommeren, in het district Słupski. De plaats maakt deel uit van de gemeente Dębnica Kaszubska en telt 3220 inwoners.